# Die Macht des Schwertes
Die Macht des Schwertes ist eine deutsch-spanisch-englische Fantasy-Fernsehserie, die 1994 in England gedreht und 1997 erstmals in Deutschland ausgestrahlt wurde. Sie behandelt die Abenteuer zweier unsterblicher Brüder (Hauptdarsteller Bryan Brown in einer Doppelrolle), von denen einer die Welt beherrschen, der andere dagegen sie retten will.

## Handlung
Gegen Ende des ersten Jahrtausends werden die Zwillingsbrüder Adam und Zachary geboren. Ihr Aussehen ist in jeder Hinsicht identisch, aber in ihrem Wesen ähneln die beiden sich nicht im Geringsten. Als sie schließlich erwachsen werden, erhält jeder von ihnen einen magischen Stein, eingelassen in das Heft eines Schwertes. Diese Steine besitzen eine außergewöhnliche Kraft, die die Seele desjenigen enthüllt, der sie besitzt.
In der Gegenwart entgeht Adam, der in einer Nobelvilla in der Nähe von Salzburg lebt und als Geschäftsmann tätig ist, nur mit knapper Not einem mysteriösen Mordanschlag und gesundet auf unerklärliche Weise. Langsam wird Adam sich seines Auftrages und seiner Vergangenheit bewusst. Er beginnt zu begreifen, dass er niemand anders ist als der wiedergeborene ruhelose Ritter, den man den „Wanderer“ nennt; ein unsterblicher Held, der dazu auserkoren ist, Menschen in Not zu helfen. Adam weiß auch, dass er einen Todfeind hat: seinen eigenen Bruder Zachary, denn er konnte diesen zwar im Mittelalter besiegen, aber dieser ist nun gemeinsam mit der geheimnisvollen Beatrice zurückgekehrt, um Rache zu nehmen und sich die Weltherrschaft anzueignen.
Auf seinem Weg quer durch Deutschland, England und Spanien wird Adam vom Mönch Gobold begleitet, der ihm schon in früheren Leben zur Seite stand. Auch die schöne Clare kennt Adam noch aus seiner Vergangenheit. Für seinen persönlichen Assistenten  Wolfgang Mathias, der eigentlich nur einen guten Job bei einem angesehenen Geschäftsmann wollte, sind die neuen Umstände dagegen unerklärlich.

## Hintergrund
Die Macht des Schwertes wurde als internationale Co-Produktion von Yorkshire Television, dem deutschen ZDF und dem spanischen Sender Antena 3 produziert. Die sich quer durch diese Länder ziehende Handlung wird innerhalb der existierenden dreizehn Episoden abgeschlossen, wobei jede eine in sich geschlossene Geschichte erzählt, in der jeweils auch weitere Aspekte von Adams und Zacharys Vergangenheit offenbart werden.
Der deutsche Autor Wolfgang Hohlbein verfasste auf Basis des Drehbuchs der ersten Folge den Roman The Wanderer – Wiedergeburt.

## Episoden
1. Wiedergeburt (Rebirth)
2. Unter falschem Verdacht (Mind games)
3. Am Abgrund (Bridges)
4. Zweite Chance (False witness)
5. Ritterspiele (Castle takes Knight)
6. Lady Clare (Clare)
7. Tödliche Siesta (No bull)
8. Familienfehde (Everybody must get stoned)
9. Im Zeichen des Drachen (A dragon by any other name)
10. Die Augenzeugin (See no evil)
11. Verborgenes Gift (Waste not want not)
12. Reise ohne Wiederkehr (Home)
13. Am Ziel (Knight time)